# Skool Daze
Skool Daze, a volte scritto Skooldaze sulle cassette, è un videogioco pubblicato nel tardo 1984 per ZX Spectrum e nel 1985 per Commodore 64 dalla piccola azienda britannica Microsphere. Nel gioco un ragazzino teppistello deve combinare diversi guai all'interno della scuola; il titolo è una frase sgrammaticata che si pronuncia come school days, traducibile "i tempi della scuola". Skool Daze fu generalmente un successo di critica, divenuto poi un classico, e la Microsphere ne vendette circa 50 000 copie nonostante il suo limitato marketing. La libertà d'azione all'interno della scuola, che nel frattempo si anima di persone autonome, lo rendeva un titolo molto originale e un lontano precursore del genere sandbox, in particolare del controverso Canis Canem Edit del 2006.
Nel 1985 uscì il seguito Back to Skool, solo per ZX Spectrum.

## Trama
L'alunno indisciplinato Eric deve riuscire a rubare la sua disastrosa pagella dalla cassaforte della scuola, evitando nel frattempo di ricevere abbastanza note di demerito da essere espulso. Prima però deve colpire tutti gli stemmi appesi alle pareti della scuola e spesso difficili da raggiungere. La combinazione della cassaforte, di quattro lettere, dev'essere estorta agli insegnanti, una lettera ciascuno, stordendoli con un colpo di fionda. L'anziano insegnante di storia però ha poca memoria e riesce a ricordare la propria lettera solo quando vede scritto il proprio anno di nascita (diverso a ogni partita), che Eric deve scoprire ascoltando citazioni di fatti storici avvenuti in quell'anno. Ottenuta la pagella Eric deve colpire nuovamente tutti gli stemmi per completare l'opera e passare a un nuovo anno scolastico. Altri alunni indisciplinati si aggirano per la scuola e possono infastidire Eric o fargli prendere note per colpe non sue.

## Modalità di gioco
Eric si sposta tra le varie stanze della scuola, popolata da altri personaggi che si aggirano e agiscono in modo indipendente. Ci sono quattro differenti insegnanti e tre compagni riconoscibili, ovvero il secchione, il bullo e lo scavezzacollo, oltre a molti altri compagni anonimi e indistinguibili. I nomi del protagonista e dei personaggi sono personalizzabili dal giocatore. Occasionalmente i personaggi comunicano per mezzo di fumetti.
La visuale dell'interno della scuola è in prospettiva tridimensionale fissa, con scorrimento orizzontale a scatti. Lo scenario è largo circa come otto schermate ed è su tre piani, visibili contemporaneamente. Il piano terra è visto leggermente dall'alto, il primo piano di fronte e il secondo piano leggermente dal basso; lo stesso autore della grafica Keith Warrington ammette che è uno stile praticamente mai usato da altri giochi, e ciò dimostrerebbe che non fu una buona idea. La grafica è in buona parte monocromatica, e nella conversione per Commodore 64 è praticamente uguale all'originale per Spectrum, nonostante le superiori capacità del 64.
Eric può camminare a destra e sinistra a due velocità, salire e scendere le scale, saltare, sedere e rialzarsi dai banchi, dare pugni, sparare in orizzontale con la fionda, scrivere sulle lavagne delle aule (qualunque testo può essere introdotto da tastiera).
La scuola ha una serie di regole e una casella di testo in fondo allo schermo indica l'attività attualmente prevista. Gli alunni devono seguire nella relativa aula, seduti ai banchi, le eventuali lezioni indicate; gli ultimi banchi sono più contesi dagli alunni, che possono anche spingere altri giù dal banco per impadronirsene. Ci sono stanze proibite, mentre negli intervalli si deve uscire dalle aule e la mensa è obbligatoria. Non si deve stare per terra, anche se si è stati buttati a terra da altri, e ovviamente vanno evitati altri comportamenti scorretti come colpire le persone. Se Eric viene scoperto dagli insegnanti a commettere qualche irregolarità, gli vengono assegnate note scritte sotto forma di una quantità di "linee", e se queste arrivano a 10000 il gioco termina con la sconfitta. In alcuni casi, anche se gli insegnanti non vedono Eric, il secchione può fare la spia. Oppure
l'insegnante può dare la colpa a un alunno innocente se lo vede vicino al guaio.
Il primo obiettivo è colpire tutti gli stemmi appesi, a volte un problema non banale: per arrivare più in alto può essere necessario saltare sopra un compagno precedentemente stordito con la fionda o il pugno, oppure colpire lo stemma facendo "sponda" sulla testa di un insegnante. Solo dopo che tutti gli stemmi sono stati colpiti e resi lampeggianti, si possono ottenere le lettere della combinazione della cassaforte colpendo gli insegnanti. La combinazione si inserisce scrivendola su una delle lavagne, mentre per l'ordine delle lettere bisogna andare per tentativi. Oltre agli obiettivi, si guadagnano punti extra ad esempio colpendo il bullo o facendo appioppare note ad altri per i guai combinati da Eric.

## Rifacimenti
Nel 2011 la Elite Systems, che negli anni '80 aveva pubblicato una riedizione economica di Skool Daze con la sua etichetta 2.99 Classics, pubblicò commercialmente un'emulazione della versione ZX Spectrum per dispositivi mobili iOS.
Nel 2018 la Alternative Software, altra titolare dei diritti di una riedizione economica negli anni '80, pubblicò il remake Skool Daze Reskooled!, prima per Android e iOS e poi su Steam per Windows e Mac.
Nel 1999 uscì un remake non ufficiale e non commerciale per Windows e Game Boy Advance intitolato Klass of 99, di grande successo nell'ambiente del retrogaming.
Conversioni fedeli non ufficiali vennero realizzate a livello amatoriale molti anni dopo per Amstrad CPC, Atari 8-bit e Oric.